# Luray (Virgínia)
Luray é uma cidade  localizada no estado norte-americano de Virginia, no Condado de Page.

## Demografia
Segundo o censo norte-americano de 2000, a sua população era de 4871 habitantes.
Em 2006, foi estimada uma população de 4878, um aumento de 7 (0.1%).

## Geografia
De acordo com o United States Census Bureau tem uma área de
12,3 km², dos quais 12,3 km² cobertos por terra e 0,0 km² cobertos por água. Luray localiza-se a aproximadamente 292 m acima do nível do mar.

## Localidades na vizinhança
O diagrama seguinte representa as localidades num raio de 24 km ao redor de Luray.